# Sportåret 1913

## Händelser

### Allmänt
- Okänt datum - Svenska staten inrättar ekonomiska anslag till svensk idrott.[1]
- SOK Svenska olympiska kommittén bildades 24 april 1913

### Bandy
- Februari - Det första Europamästerskapet i bandy spelas i Davos, Schweiz.[2]
- 2 mars - IFK Uppsala blir svenska mästare genom att finalslå AIK med 2-1 på Stockholms stadion.[3]

### Baseboll
- 11 oktober - American League-mästarna Philadelphia Athletics vinner World Series med 4-1 i matcher över National League-mästarna New York Giants.[4]

### Fotboll
- 19 april - Aston Villa FC vinner FA-cupfinalen mot Sunderland AFC med 1-0 på Crystal Palace National Sports Centre.[5]
- 2 november – Örgryte IS blir svenska mästare efter finalseger med 3–2 över Djurgårdens IF. Matchen spelas på Valhalla IP i Göteborg.[6]
- Okänt datum – IFK Göteborg vinner Svenska serien för första gången. Inför denna säsong hade Svenska serien tagits över av Svenska Fotbollförbundet.
- Okänt datum – KB blir danska mästare

### Friidrott
- Fritz Carlson, USA vinner Boston Marathon.[7]

### Ishockey
- 27 januari - Belgien vinner Europamästerskapet i München före Böhmen och Tyskland.[8]

### Längdåkning
- SM på 30 km vinns av Edler Lindberg, Östersunds SK
- SM på 60 km vinns av Albin Lingvall, Holmsvedens IF.

### Nordisk kombination
- 9 mars - I Åggelby hålls Finlands första tävlingar i nordisk kombination.[9]

### Tennis
- 28 juli - USA vinner International Lawn Tennis Challenge genom att finalbesegra Storbritannien med 3-2 i Forest Hills.[10]

## Födda
- 23 mars – Gustav Sjöberg, svensk fotbollsspelare.
- 12 september – Jesse Owens, amerikansk löpare, längdhoppare.
- 30 november – Kalle Schröder, svensk tennisspelare.

## Avlidna
- 16 oktober – Ralph Rose, amerikansk kulstötare.

## Rekord

### Friidrott
- 12 maj – Harry Green, Storbritannien, sätter nytt världsrekord på maraton med 2.38.17 tim
- 31 maj
  - Alexis Ahlgren, från Trollhättan Sverige, sätter nytt världsrekord på maraton i London med 2.36.07 tim
  - John Paul Jones, USA, sätter nytt världsrekord på 1 mile med 4.14,4 min
- 22 juni – Georg Mickler, Tyskland, sätter nytt världsrekord på 1 000 med 2.32,3 min
- 17 augusti – Patrick Ryan, USA, sätter nytt världsrekord i släggkastning med 57,77 m

## Bildade föreningar och klubbar
- 4 januari - Västerås IK[11]

### Fotnoter
1. ↑  ”Idrottsforum”. 7 mars 2006. http://www.idrottsforum.org/articles/norberg/norberg060201.html. Läst 29 december 2011.
2. ↑  ”Bandyhistoria 1875–1919”. Svenska Bandyförbundet. Februari 1913. Arkiverad från originalet den 4 juni 2015. https://web.archive.org/web/20150604010835/http://www.svenskbandy.se/BANDY-INFO/FORBUNDET/Historikochstatistik/Historiskamilstolpar/Bandyhistoria1875-1919/. Läst 18 mars 2020.
3. ↑  Erik Jonsson (2 mars 1913). ”1907–1919”. Svenska Bandyförbundet. Arkiverad från originalet den 14 februari 2015. https://web.archive.org/web/20150214185248/http://www.svenskbandy.se/BANDYFINALEN/HISTORIK/Svenskamastare/Herrar/1907-1919/. Läst 1 september 2011.
4. ↑  ”1913 World Series” (på engelska). Baseball-Reference.com. http://www.baseball-reference.com/postseason/1913_WS.shtml. Läst 16 juli 2015.
5. ↑  ”England FA Challenge Cup 1912-1913” (på engelska). RSSSF. http://www.rsssf.com/tablese/engcup1913.html. Läst 19 augusti 2012.
6. ↑  Jimmy Lindahl (7 mars 2000). ”Svenska mästare i fotboll 1896–1925”. Bolletinen. http://www.bolletinen.se/sfs/allsvenskan/sm1896.pdf. Läst 10 oktober 2011.
7. ↑  ”Boston Marathon”. Arkiverad från originalet den 27 april 2015. https://web.archive.org/web/20150427035419/http://www.baa.org/races/boston-marathon/boston-marathon-history/past-champions/past-mens-open-champions.aspx. Läst 9 april 2011.
8. ↑  ”Championnats d'Europe 1913” (på franska). Hockey Archives. 27 januari 1913. https://www.hockeyarchives.info/Euro1913.htm. Läst 15 augusti 2011.
9. ↑  Skidsport i Uppslagsverket Finland (webbupplaga, 2012). CC-BY-SA 4.0
10. ↑  ”Davis Cup”. http://www.daviscup.com/en/results/tie/details.aspx?tieId=10003710. Läst 20 augusti 2011.
11. ↑  Martin Alsiö (7 mars 2004). ”De allsvenska klubbarnas födelsedagar”. Bolletinen. http://www.bolletinen.se/sfs/allsvenskan/grundades.pdf. Läst 18 februari 2015.